# Golden Foot 2012

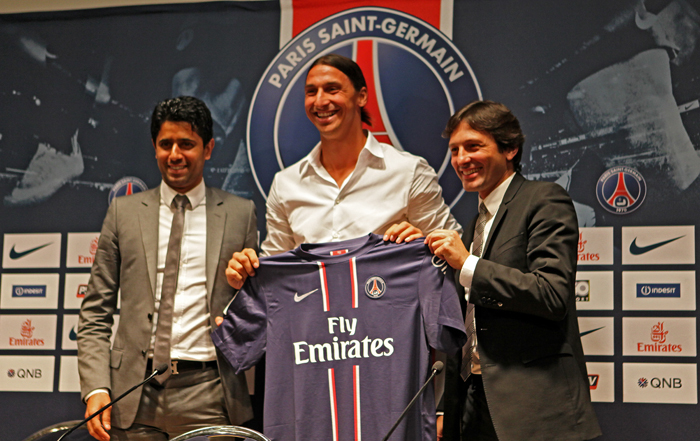
Zlatan Ibrahimović con la camiseta del Paris Saint-Germain.

El premio Golden Foot 2012 fue la décima entrega de este importante galardón celebrado el miércoles 17 de octubre de 2012. El futbolista sueco Zlatan Ibrahimović fue el ganador de la entrega. Ibrahimović fue elegido a la edad de 31 años mientras militaba en el equipo francés Paris Saint-Germain.
Zlatan fue declarado el mejor jugador veterano del mundo y superó a otros futbolistas destacados como Iker Casillas, Gianluigi Buffon, Carles Puyol, entre otros.
El galardón fue entregado por el exfutbolista Pelé quién recibió una distinción por ser «el más grande futbolista de todos los tiempos».
Además del brasileño Pelé, otros futbolistas reconocidos a nivel mundial participaron de la gala, entre ellos, el alemán Lothar Matthäus, campeón del mundo con la selección de Alemania en 1990, el francés Éric Cantona, exjugador emblemático del club Manchester United, Franco Baresi, campeón del mundo con la selección de Italia en 1982, entre otros, quiénes también fueron premiados.
Estefanía de Mónaco, princesa de Mónaco, presidió el evento en reemplazo de su hermano Alberto II de Mónaco.

## Premio

### Ganador y nominados
| Futbolista           | Nacionalidad    | Club                |
| -------------------- | --------------- | ------------------- |
| Zlatan Ibrahimović   | Suecia          | Paris Saint-Germain |
| Gianluigi Buffon     | Italia          | Juventus FC         |
| Iker Casillas        | España          | Real Madrid CF      |
| Didier Drogba        | Costa de Marfil | Shanghái Shenhua    |
| Carles Puyol         | España          | FC Barcelona        |
| Raúl González Blanco | España          | Al-Sadd S.C.        |
| Xavi Hernández       | España          | FC Barcelona        |
| Clarence Seedorf     | Países Bajos    | Botafogo            |
| Andrea Pirlo         | Italia          | Juventus FC         |
| Kaká                 | Brasil          | Real Madrid C. F.   |